# Município Cambambe
Município Cambambe är en kommun i Angola.   Den ligger i provinsen Cuanza Norte, i den nordvästra delen av landet, 150 km sydost om huvudstaden Luanda.
I omgivningarna runt Município Cambambe växer huvudsakligen savannskog. Runt Município Cambambe är det ganska glesbefolkat, med 23 invånare per kvadratkilometer.